# Mordella nigra
Mordella nigra là một loài bọ cánh cứng trong họ Mordellidae. Loài này được Fairmaire & Germain miêu tả khoa học năm 1863.